# Iglesia de Nuestra Señora de la Asunción (Martín Muñoz de las Posadas)

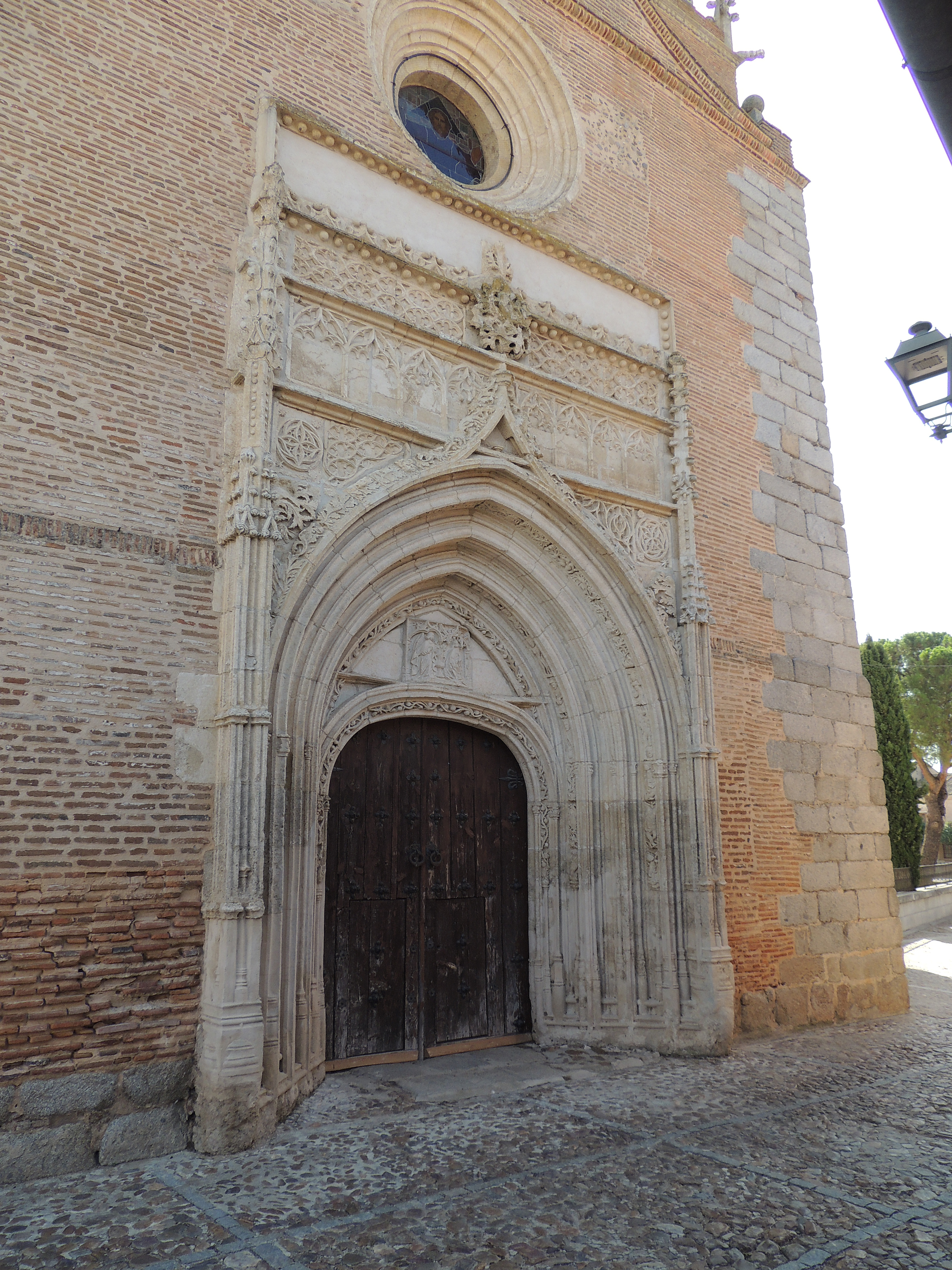
Portada occidental

La iglesia de Nuestra Señora de la Asunción y San Sebastián es un edificio católico ubicado en el municipio de Martín Muñoz de las Posadas (Segovia) que fue construido en estilo gótico en el siglo XVI, sustituyendo al antiguo templo románico del siglo XIII.
Tiene una sola nave bastante larga. La portada occidental es gótica, muy rica, con un buen tímpano con la Anunciación. A su lado se levanta la torre, adornada con pináculos góticos, gárgolas y crestería. En el interior se puede ver un retablo plateresco, obra de Imberto y Pedro Rodríguez, con tablas de Alonso y Pedro de Herrera. Consta de tres cuerpos con relieves de la vida de la Virgen y Jesús. 
En la Capilla costeada por el cantor de Felipe IV y racionero de la catedral de Toledo Don Marcos García, se encuentra un magnífico San Marcos tallado en madera por Manuel Pereira, de 1649. La iglesia cuenta con un cuadro de El Greco, titulado El calvario.
Destaca el mausoleo del cardenal Diego de Espinosa Arévalo y Sedeño, obispo de Sigüenza e Inquisidor general, que nació en esta villa; está situado en la capilla que el mismo cardenal había fundado y costeado. Está realizado en mármol y alabastro y su autor es Pompeo Leoni. El cardenal está arrodillado en actitud de orar ante un libro. Sus rasgos son viriles y la cabeza altanera, según la idea que se tenía de la dureza de su carácter. Los paños de las vestiduras son muy blandos y naturales, con pliegues de gran fluidez. En este mausoleo puede leerse el siguiente epitafio:

DON DIEGO DE ESPINOSA, OBISPO DE SIGVENZA, CARDENAL DE SAN ESTEVAN, PRESIDENTE DE LOS CONSEJOS REAL Y DE LA INQVISICION, DOTO ESTA CAPILLA CON NVEVE CAPELLANES PERPETVOS. DON DIEGO DE ESPINOSA, SV SOBRINO, APOSENTADOR MAYOR DEL REY FELIPE SEGVNDO, PRIMER PATRON, LO MANDO PONER AÑO M.D. LXII